# Henryk Kozłowski (naukowiec)

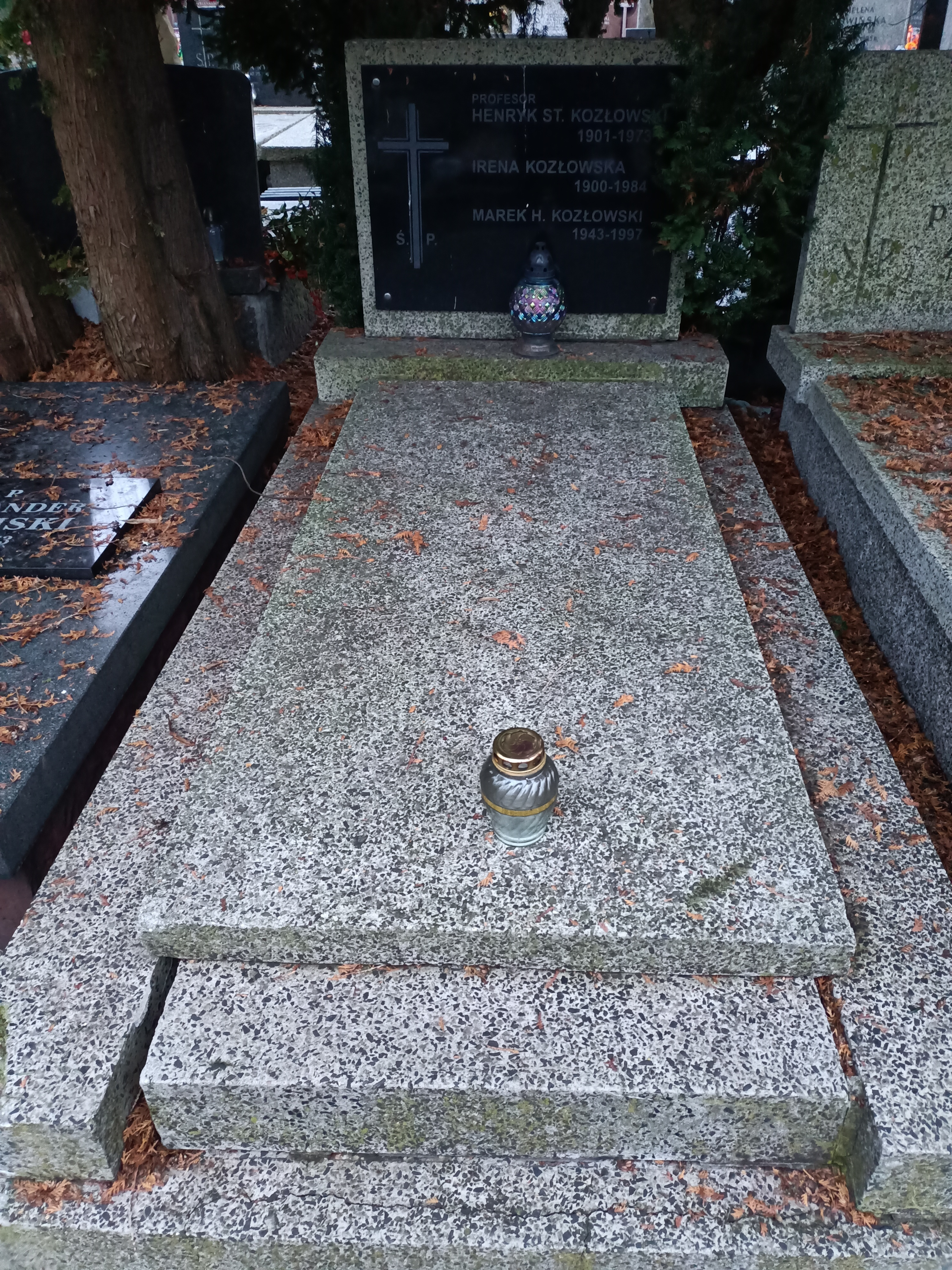
Grób Henryka Stanisława Kozłowskiego na cmentarzu Powązkowskim w Warszawie

Henryk Stanisław Kozłowski (ur. 31 lipca 1901 w Białej Wielkiej k. Pińczowa, zm. 30 października 1973 we Wrocławiu) – polski naukowiec, specjalista budowy maszyn elektrycznych, profesor Politechniki Warszawskiej, członek Towarzystwa Naukowego Warszawskiego.

## Życiorys
Urodził się w rodzinie Józefa (ur. 1865), właściciela majątku Królewice, i Julii z Szajewskich. Krewny Leona Kozłowskiego - profesora archeologii, premiera rządu RP w latach 1934–1935; Anieli Kozłowskiej - profesor botaniki; Stefana Kozłowskiego - geologa i ekologa; Krzysztofa Kozłowskiego - redaktora „Tygodnika Powszechnego”, Adama Kozłowskiego - opata tynieckiego.
Ukończył Państwowe Gimnazjum im. Jana Śniadeckiego w Kielcach (1919), następnie studiował elektrotechnikę na Politechnice Warszawskiej (1919, 1921–1929); jednym z jego wykładowców był profesor Konstanty Żórawski. Po studiach pracował jako kierownik Stacji Prób i Laboratorium Materiałów Fabryki Maszyn Elektrycznych „Brown-Boveri” w Żychlinie (1929–1931), potem był związany z Polskimi Zakładami „Skoda” w Warszawie (m.in. jako doradca techniczny, do 1938). W latach 1937–1944 prowadził doświadczalną wytwórnię maszyn elektrycznych, a po wojnie firmę „Mokomotor” w Warszawie.
Po II wojnie światowej zajął się również pracą dydaktyczną. Wykładał budowę i projektowanie maszyn elektrycznych w Szkole Inżynierskiej im. H. Wawelberga i S. Rotwanda w Warszawie (1945–1951), na Politechnice Łódzkiej (1947–1951) i Politechnice Warszawskiej (1953–1971). W 1950 na podstawie pracy Metoda obliczania obwodów magnetycznych maszyn trójfazowych z kwadratowymi blachami Stojana (promotor Eugeniusz Jezierski) obronił doktorat nauk technicznych na Politechnice Łódzkiej. Na Politechnice Warszawskiej kierował Zakładem Konstrukcji Maszyn Elektrycznych w Katedrze Maszyn Elektrycznych (1963–1970) oraz Instytutem Maszyn Elektrycznych (1970–1971), z tytułem profesora nadzwyczajnego od 1955, a zwyczajnego od 1962. Zakładem Maszyn Elektrycznych kierował również w Instytucie Elektrotechniki w Warszawie (1952–1961). W 1949 został powołany na członka korespondenta Towarzystwa Naukowego Warszawskiego.
19 stycznia 1955 został odznaczony Medalem 10-lecia Polski Ludowej.
Zmarł we Wrocławiu, pochowany na cmentarzu Powązkowskim w Warszawie (kwatera e-3-13).

## Wybrane prace
- Porównanie konstrukcji silników trójfazowych (1946)
- O obliczaniu nagrzewania się maszyn elektrycznych (1948)
- Metoda obliczania ekonomicznych kształtów maszyn asynchronicznych (1953)
- Teoria optymalnych kształtów maszyn indukcyjnych (1955)
- Budowa maszyn indukcyjnych (1956)
- Silniki indukcyjne (1961, z Eugeniuszem Turowskim)